# Ямансаз
Ямансаз (баш. Яманһаҙ) — село в Зилаирском районе Республики Башкортостан Российской Федерации. Административный центр Ямансазского сельсовета.

## География

### Географическое положение
Расстояние до:
- районного центра (Зилаир): 52 км,
- ближайшей железнодорожной станции (Сибай): 107 км.

## Население
| 2002 | 2009 | 2010 |
| ---- | ---- | ---- |
| 833  | ↘829 | ↘733 |

## Религия
В селе есть православный молельный дом Иоанна Предтечи и мечеть.

## Известные уроженцы
- Камалов, Азат Ахмадуллович (1937—2007) — советский и российский филолог. Доктор филологических наук.